# Срібний трон
Срібний трон королеви Христини I (швед. Drottning Kristinas silvertron) — трон, що використовувався монархами Швеції під час урочистих подій, як-от коронації, відкриття Риксдагу тощо. Створений 1650 року для коронації королеви Христини I. Зберігається у Державній залі Стокгольмського палацу.

## Історія

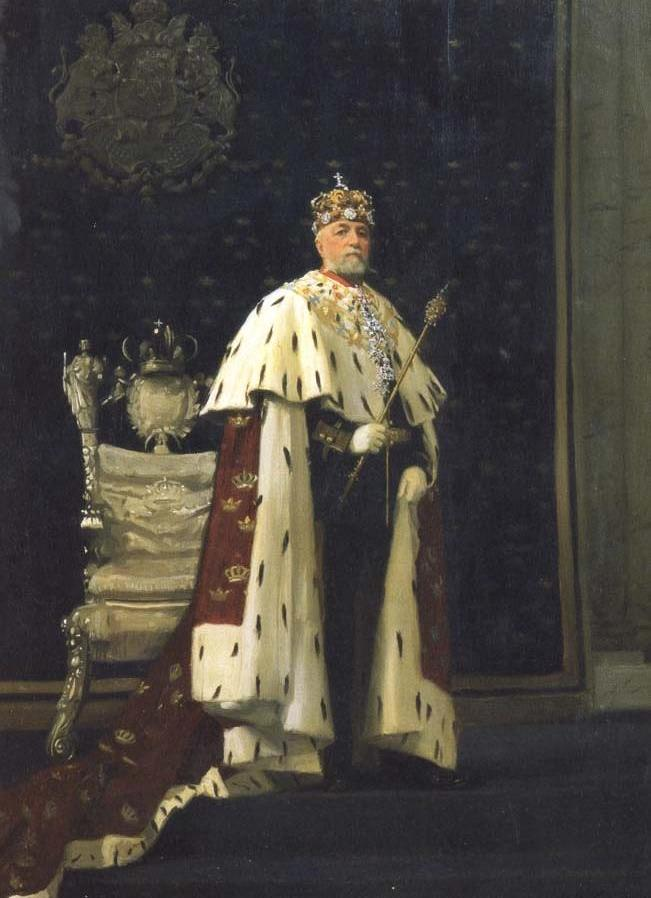
Коронація Оскара II. Близько 1900

Срібний трон виготовлений в Ауґсбурзі майстром Абрагамом Дрентветтом. Замовником трону був шведський державний діяч, граф, член Державної ради Магнус Габріель Делагарді. Він подарував трон королеві Христині I з нагоди її коронації у 1650 році.
Спочатку трон зберігався в парадній залі замку Три корони. Він був однією з речей, які вдалося врятувати під час пожежі 1697 року, коли замок вигорів повністю.
У 1697—1754 трон зберігався у Врангельському палаці, що в ті роки був резиденцією шведських монархів. З 1754 року зберігається в Державній залі Стокгольмського палацу.
Відколи було змінено церемонію відкриття Риксдагу (парламенту Швеції) в 1975 році, Срібний трон не використовувався. Зокрема, під час урочистої церемонії в Риксдазі з нагоди повноліття кронпринцеси Вікторії король Карл XVI Густав сидів на кріслі поруч із Срібним троном.

## Опис

### Трон
Срібний трон має дерев'яний каркас, що повністю покритий сріблом. Подушка сидіння виготовлена зі срібної тканини XVIII століття. Престол має розширені, посріблені, прикрашені ніжки та рамки, оброблені різьбленими волютами, та високу спинку. На спинці стоять статуї Юстиції та Розсудливості. Вони тримають лавровий вінок, який розташований між ними. Спочатку лавровим вінком була увінчана монограма королеви Христини I, що мала вигляд двох дзеркальних «С». Такий же вигляд мав трон під час правління Карла XI та Карла XII, що мали подібні монограми. Проте для коронації короля Адольфа Фредеріка в 1751 році монограму Христини I замінили на малий державний герб Швеції.

### Балдахін

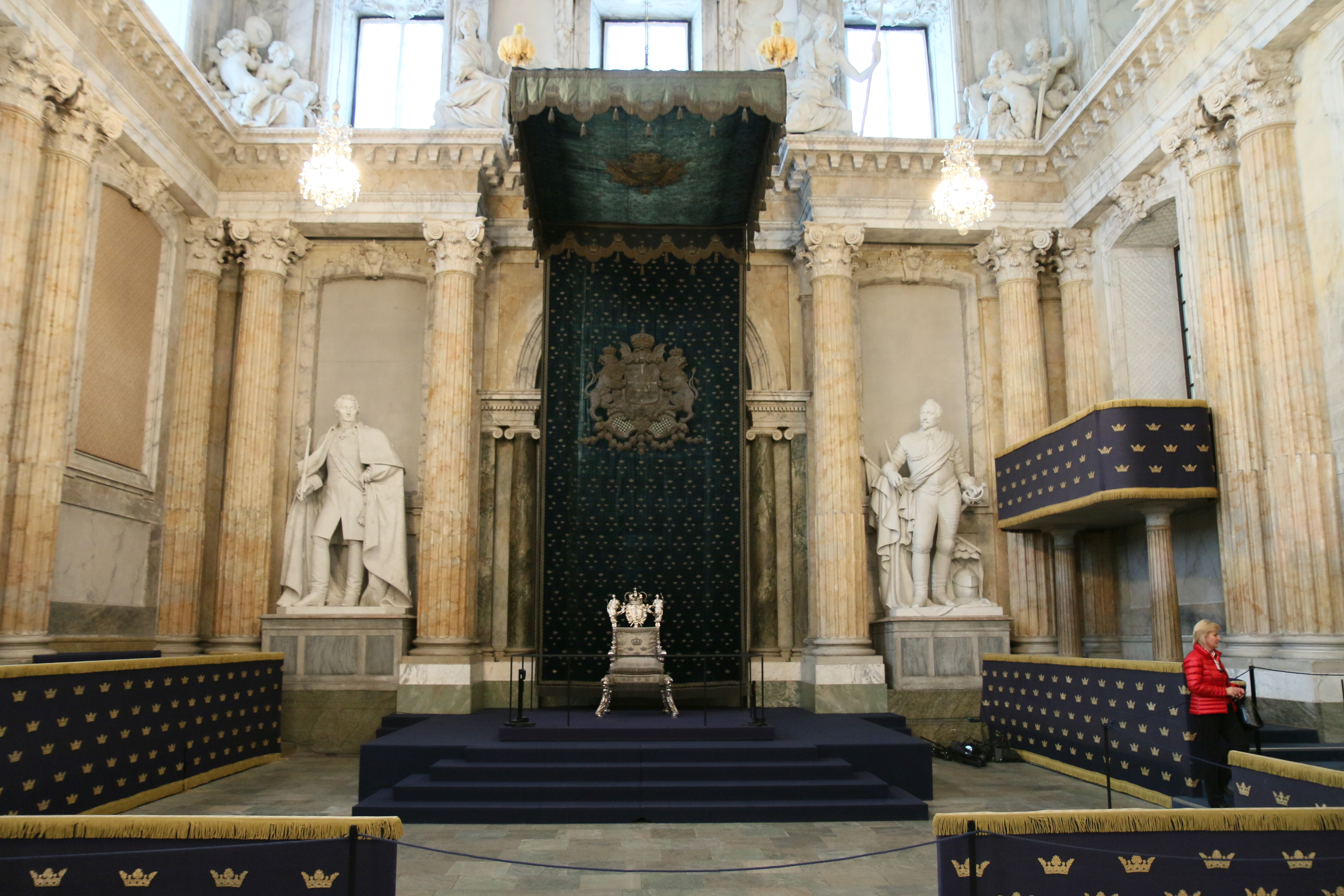
Срібний трон із балдахіном. Фото 2015 року

Для коронації королеви Христини був виготовлений балдахін (накриття над троном). Його створив французький майстер П'єр Буше. 1655 року цей балдахін розрізали для того, щоб виготовити розкладне ліжко для короля Карла X Густава і королеви Ядвіги Елеонори і колиску для їхнього сина — майбутнього короля Карла XI. Для коронації останнього 1675 року балдахін був відновлений майстром Георгом Ульріхом.
Сучасний балдахін виготовлений в 1751 році для коронації Адольфа Фредеріка.

## У кіно
Копія Срібного трону була виготовлена 1933 року для знімань фільму «Королева Христина». Ця ж копія була використана 1989 року під час знімань фільму «Бетмен» як престол Джокера.